# Marco Russ
Marco Russ (Hanau, 4 agosto 1985) è un ex calciatore tedesco, di ruolo difensore.

## Statistiche

### Presenze e reti nei club
Statistiche aggiornate al 19 maggio 2016.
| Stagione                     | Squadra                      | Campionato                   | Campionato | Campionato | Coppe nazionali | Coppe nazionali | Coppe nazionali | Coppe continentali | Coppe continentali | Coppe continentali | Altre coppe | Altre coppe | Altre coppe | Totale | Totale |
| Stagione                     | Squadra                      | Comp                         | Pres       | Reti       | Comp            | Pres            | Reti            | Comp               | Pres               | Reti               | Comp        | Pres        | Reti        | Pres   | Reti   |
| ---------------------------- | ---------------------------- | ---------------------------- | ---------- | ---------- | --------------- | --------------- | --------------- | ------------------ | ------------------ | ------------------ | ----------- | ----------- | ----------- | ------ | ------ |
| 2004-2005                    | Eintracht Francoforte        | 2L                           | 3          | 0          | -               | -               | -               | -                  | -                  | -                  | -           | -           | -           | 3      | 0      |
| 2005-2006                    | Eintracht Francoforte        | BL                           | 9          | 0          | CG              | 2               | 0               | -                  | -                  | -                  | -           | -           | -           | 11     | 0      |
| 2006-2007                    | Eintracht Francoforte        | BL                           | 27         | 1          | CG              | 3               | 0               | CU                 | 2                  | 0                  | -           | -           | -           | 32     | 1      |
| 2007-2008                    | Eintracht Francoforte        | BL                           | 29         | 3          | CG              | 2               | 0               | -                  | -                  | -                  | -           | -           | -           | 31     | 3      |
| 2008-2009                    | Eintracht Francoforte        | BL                           | 33         | 4          | CG              | 1               | 0               | -                  | -                  | -                  | -           | -           | -           | 34     | 4      |
| 2009-2010                    | Eintracht Francoforte        | BL                           | 30         | 4          | CG              | 3               | 0               | -                  | -                  | -                  | -           | -           | -           | 33     | 4      |
| 2010-2011                    | Eintracht Francoforte        | BL                           | 31         | 1          | CG              | 2               | 0               | -                  | -                  | -                  | -           | -           | -           | 33     | 1      |
| lug. 2011                    | Eintracht Francoforte        | 2L                           | 1          | 0          | -               | -               | -               | -                  | -                  | -                  | -           | -           | -           | 1      | 0      |
| lug. 2011-2012               | Wolfsburg                    | BL                           | 24         | 1          | CG              | 1               | 0               | -                  | -                  | -                  | -           | -           | -           | 25     | 1      |
| ago.-dic. 2012               | Wolfsburg                    | BL                           | -          | -          | -               | -               | -               | -                  | -                  | -                  | -           | -           | -           | -      | -      |
| Totale Wolfsburg             | Totale Wolfsburg             | Totale Wolfsburg             | 24         | 1          |                 | 1               | 0               |                    |                    |                    |             |             |             | 25     | 1      |
| gen.-mag. 2013               | Eintracht Francoforte        | BL                           | 10         | 1          | -               | -               | -               | -                  | -                  | -                  | -           | -           | -           | 10     | 1      |
| 2013-2014                    | Eintracht Francoforte        | BL                           | 29         | 3          | CG              | 3               | 0               | UEL                | 8                  | 1                  | -           | -           | -           | 40     | 4      |
| 2014-2015                    | Eintracht Francoforte        | BL                           | 26         | 2          | CG              | 2               | 0               | -                  | -                  | -                  | -           | -           | -           | 28     | 2      |
| 2015-2016                    | Eintracht Francoforte        | BL                           | 28         | 3          | CG              | 2               | 0               | -                  | -                  | -                  | -           | -           | -           | 30     | 3      |
| Totale Eintracht Francoforte | Totale Eintracht Francoforte | Totale Eintracht Francoforte | 256        | 22         |                 | 20              | 0               |                    | 10                 | 1                  |             |             |             | 286    | 23     |
| Totale carriera              | Totale carriera              | Totale carriera              | 280        | 23         |                 | 21              | 0               |                    | 10                 | 1                  |             |             |             | 311    | 24     |

## Palmarès

### Club

#### Competizioni nazionali
- Coppa di Germania: 1

Eintracht Francoforte: 2017-2018